# Living Again
»Living Again« je sladba in tretji single dua Maraaya iz leta 2015. Glasbo je napisal Raay, besedilo pa Marjetka Vovk. Videospot je režiral Niko Karo v produkciji Karo Media.
Skladba je uradno izšla 19. septembra 2015 na dobrodelnem koncertu Rdečega križa v Cankarjevem domu.

## Zasedba

### Produkcija
- Raay – glasba, aranžma, producent
- Marjetka Vovk – besedilo

### Studijska izvedba
- Marjetka Vovk – vokal
- Raay – glasbena spremljava

## Lestvice
| Lestvica (2015)      | Najvišja uvrstitev |
| -------------------- | ------------------ |
| Slovenija (SloTop50) | 12                 |

| Lestvica (2016)      | Najvišja uvrstitev |
| -------------------- | ------------------ |
| Slovenija (SloTop50) | 15                 |

| Lestvica (2016)      | Najvišja uvrstitev |
| -------------------- | ------------------ |
| Slovenija (SloTop50) | 49                 |